# バヤモ

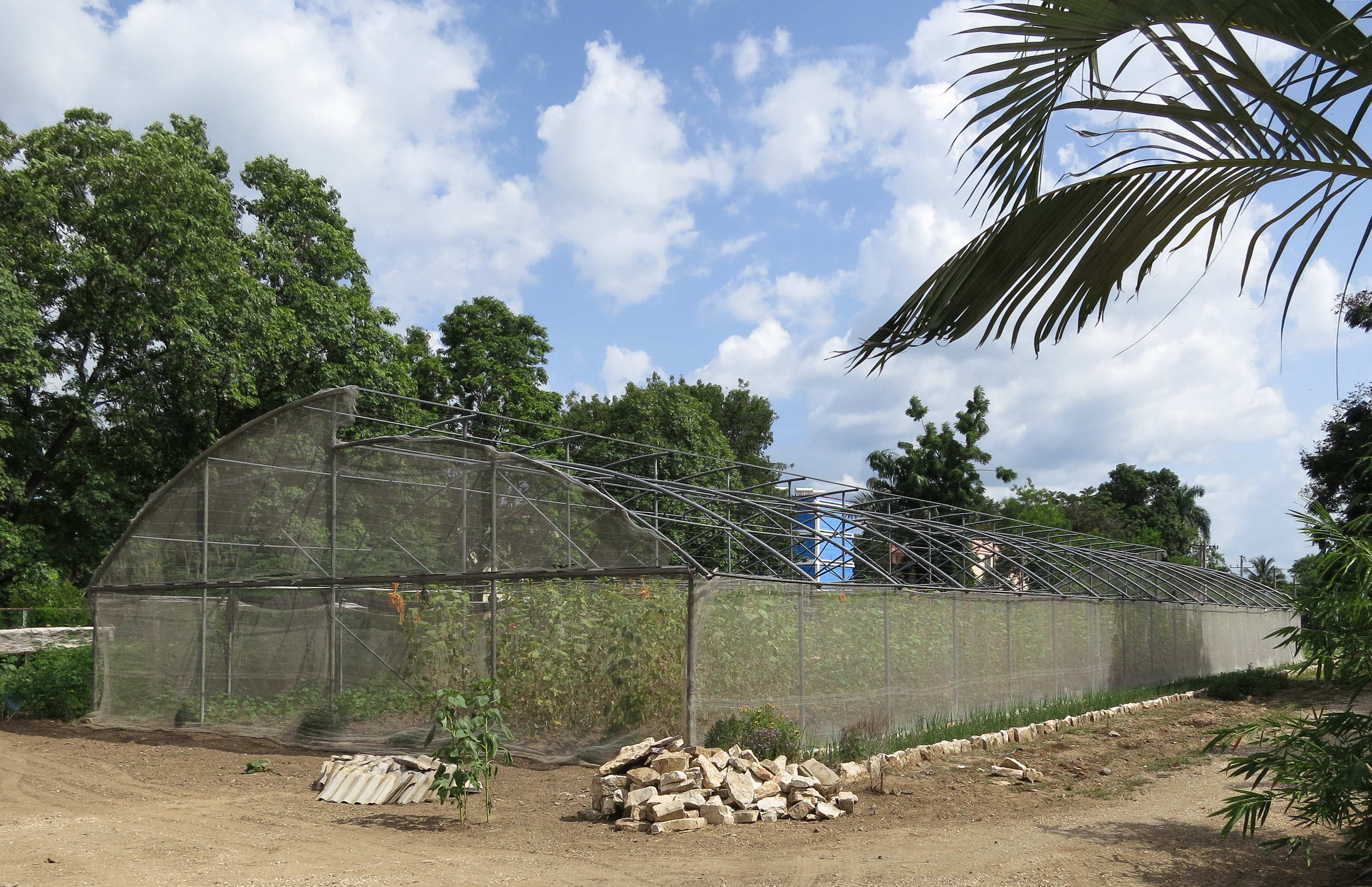
バヤモの近郊農業

バヤモ(スペイン語：Bayamo)は、キューバのグランマ州の州都。
2015年の人口は15万8905人で、国内8位。
キューバ国歌の「バヤモの歌」で歌われている。

## 地理
バヤモ川に面しており、激しいバヤモ風が吹く。

## 歴史
1513年11月15日に建設された。
これは、スペインのコンキスタドールであるディエゴ・ベラスケス・デ・クエリャルが建設した7つの都市の内2つ目である。
1540年、バスク人地主のFrancisco Iznagaが市長に就任した。
16世紀には、島の農業と商業で最重要拠点の1つだった。
内陸にある事でカリブ海の海賊の脅威が少なく、海沿いのサンティアーゴ・デ・クーバが襲われた事で、バヤモの重要性は更に高まった。
17世紀初頭には、カウト川を通じて200t級の貨物船が通行する事でバヤモは栄えた。
1616年、大洪水が起き、カウト川が航行不能になった。
しかし、マンザニロを通じたキュラソー島やジャマイカとの貿易は、18世紀まで続いた。
1827年、市に昇格した。
1868年～1878年の第一次キューバ独立戦争では、強固な要塞が築かれた。

## 交通
通勤者の15%のみが自動車やバイクを用い、39%が免許制の馬車を利用する。
残りは自転車や自転車タクシーを用いる。

## 教育
- グランマ大学（英語版）

## 著名人

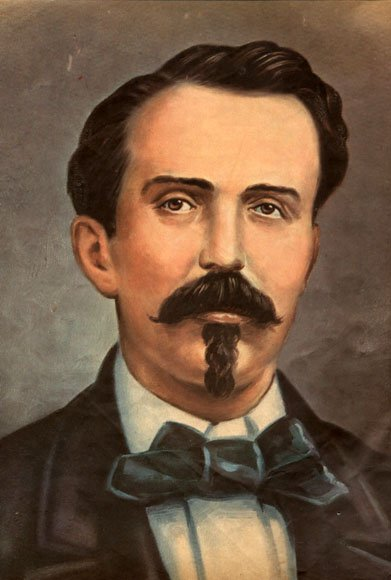
カルロス・マヌエル・デ・セスペデス

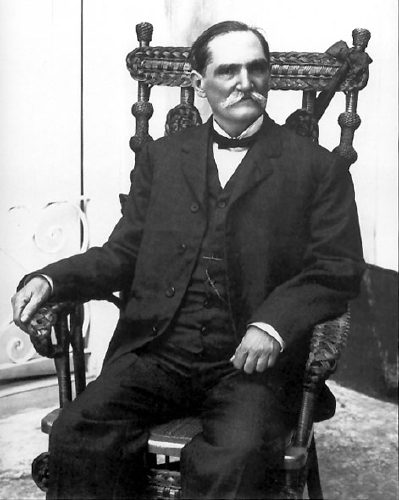
トマス・エストラーダ・パルマ

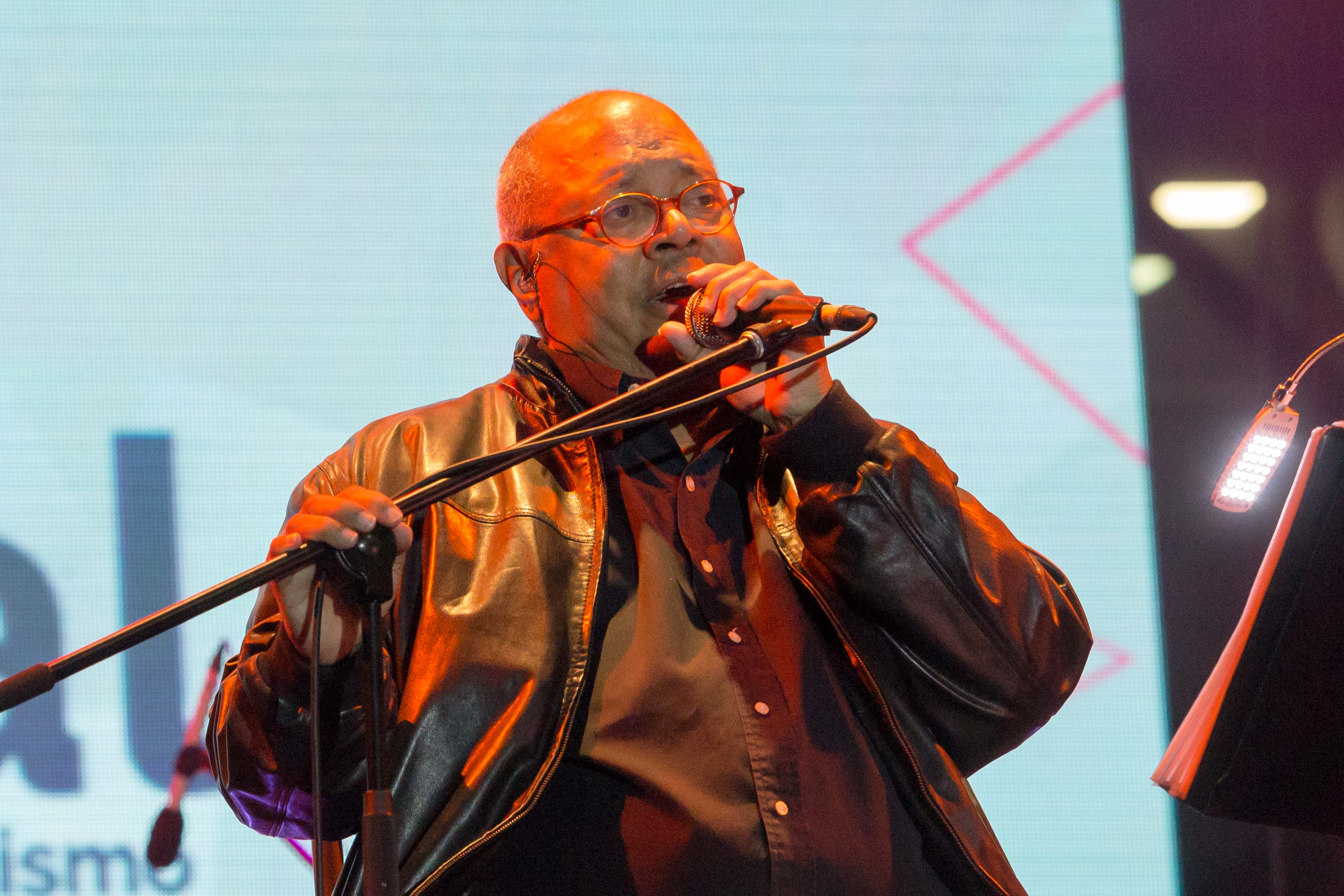
パブロ・ミラネス

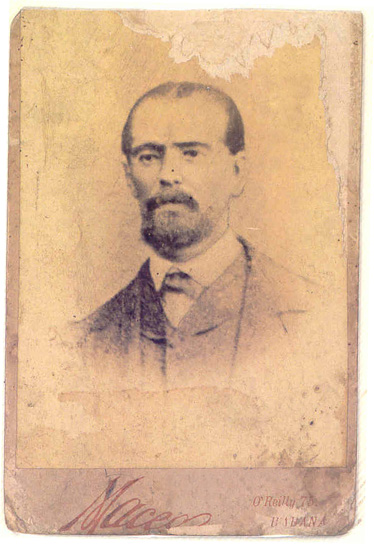
ペルチョ・フィゲレド

- カルロス・マヌエル・デ・セスペデス：1819年～1874年。革命家。国父。
- トマス・エストラーダ・パルマ（英語版）：1832年～1906年。初代大統領（1902年～1906年）。
- パブロ・ミラネス（英語版）：1943年～2022年。歌手。
- フェロ・ラミレス（英語版）：1921年～2017年。ラジオ司会者。
- フランシスコ・ビセンテ・アギレラ（英語版）：1821年～1877年。革命家。
- ペルチョ・フィゲレド（英語版）：1818年～1870年。詩人、音楽家、自由闘士。国歌の「バヤモの歌」を作詞作曲した。
- ホセ・アントニオ・セデーニョ（英語版）：1939年～。芸術家（彫刻・絵）。